# アンドレ・オッセン
アンドレ・オッセンまたはアミノウッラー・ホセイン（ペルシア語:امين الله حسين、Aminoullah André Hossein、1905年 - 1983年8月9日）は、イランの新ロマン主義音楽の作曲家、タール奏者。
サマルカンド生まれ。母はタジク人で、父はアゼルバイジャンからイランに移住した人だった。イランで数年間過ごした後、学問の研究のために国を離れた。
最初にロシアに留学し、さらにドイツのシュトゥットガルト音楽学校に出席し、1934年から1937年にかけてベルリン音楽大学（現在のベルリン芸術大学）で学んだ。そしてパリ国立高等音楽・舞踊学校のポール＝アントワーヌ・ヴィダルに個人的に師事し、パリで後半生を過ごすこととなった。
1935年に最初のバレエ『光の彼方へ』を書いた。またいくつかの練習曲を含むピアノ曲を多数作曲している。彼はイスラーム以前のイラン文化に愛着を抱き、ゾロアスター教に改宗した。その影響は特に1947年の『ペルセポリス交響曲』に顕著である。また1951年にはウマル・ハイヤームの詩による交響曲を作曲した。他の作品には3つのピアノ協奏曲、2つの交響曲、バレエ『ペルシアの細密画』、『シェヘラザード』などがある。また映画音楽も作曲し、その中には息子のロベール・オッセンの監督作品も含まれている。